# PLASA
PLASA (acrònim de Professional Lighting and Sound Association) és un associació comercial d'empreses involucrades en el sector dels events de l'entreteniment. L'objectiu de Plasa és promocionar la tecnologia en el sector de les arts escèniques, mitjançant conferències, exhibicions, promulgació de premis, publicacions i suport a la recerca. La seva seu és a Eastbourne, Regne Unit i es va fundar el 1976.

## Activitats
- Comissió d'il·luminació.
- Comissió de so.
- Conferències anuals amb presentacions de nous productes i tallers diversos.
- Suport als estàndards d'il·luminació DMX512-A, RDM, Art-Net